# Chronicon Salernitanum

Le Chronicon Salernitanum (en français la Chronique de Salerne) est un texte historiographique rédigé en Italie méridionale à la fin du Xe siècle.
Le récit historique, en latin vulgaire, est mêlé de légendes, d'historiettes, voire de chansons populaires (et souvent « noyé » par elles selon René Poupardin).

## Description
Le Chronicon Salernitanum est un récit qui se présente comme une suite de l'Histoire des Lombards de Paul Diacre, laquelle se termine à la mort du roi Liutprand (744) ; il commence par les règnes de Ratchis, Aistolf, Didier et l'annexion du royaume lombard par Charlemagne en 774, avant de se consacrer à l'histoire des principautés lombardes d'Italie du sud, poursuivie jusqu'en 974, au moment où Salerne était sur le point de tomber aux mains du duc Pandolf Tête de Fer. La matière historique est en partie la même que celle de l' Historia Langobardorum Beneventarum d'Erchempert, mais celui-ci écrivait un siècle avant et son récit ne court que jusqu'en 889. Le titre, moderne, est un peu inexact, car le récit porte aussi bien sur les principautés de Bénévent ou de Capoue que sur Salerne.

## Auteur
L'auteur, anonyme, vivait à Salerne au temps du prince Gisolf Ier (regn. 946-977), pour lequel il témoigne d'un grand attachement. C'était probablement, d'après quelques passages, un moine de l'abbaye bénédictine Sainte-Marie-et-Saint-Benoît de Salerne. Des chroniqueurs postérieurs comme Léon d'Ostie ou Romuald de Salerne ont connu et utilisé son récit, mais ne disent rien de lui. Le manuscrit médiéval unique qui nous est parvenu (Vatic. lat. 5001) est très tardif (milieu du XIVe siècle). Le premier éditeur du texte fut, au XVIIIe siècle, Francesco Maria Pratilli (Historia principum Langobardorum, t. II, Naples, 1750). Ensuite une édition plus correcte fut produite par Georg Heinrich Pertz (Monumenta Germaniae Historica, Scriptores, t. II, p. 467-561, Hanovre, 1839) ; c'est ce dernier qui donna au texte le titre qu'on lui connaît.

## Édition récente
- Ulla Westerbergh (éd.), Chronicon Salernitanum, Studia Latina Stockholmiensia n° III, Stockholm, 1956.